# Nederlandsche Unie
De Nederlandsche Unie was een Nederlandse politieke beweging tijdens de Duitse bezetting van Nederland in de Tweede Wereldoorlog, opgericht door een driemanschap bestaande uit Louis Einthoven (hoofdcommissaris van politie in Rotterdam), Johannes Linthorst Homan (commissaris der provincie Groningen) en Jan de Quay (regeringscommissaris van de arbeid). De Nederlandsche Unie werd in juli 1940 opgericht en in december 1941 door de Duitse bezetter ontbonden.

## Oprichting en doel
Dit driemanschap richtte zich op 24 juli 1940 tot het Nederlandse volk en riep het op zich te verenigen.
'tot doelbewuste arbeid voor het behoud en de versterking van vaderland en volksgemeenschap en tot voorbereiding van de voorwaarden en de wegen van hun bestaan en welzijn in de toekomst.'
Het doel van de Unie was, onder erkenning van de gewijzigde politieke verhoudingen in Nederland en Europa en in samenwerking met de Duitse en Nederlandse autoriteiten, een maatschappij op te bouwen op basis van een brede nationale samenwerking, een harmonische structuur en sociale rechtvaardigheid.

## Bestrijding NSB en accommodatie
De oprichters wilden met hun organisatie de NSB de wind uit de zeilen nemen, maar moesten hiervoor wel concessies aan de bezetter doen. Zo meende het drietal in oktober 1940 dat voor naar Nederland uitgeweken Joden een regeling 'noodzakelijk' was. Maatregelen tegen Joden wier familie al generaties in Nederland woonden achtten zij 'onnodig en ongewenst'.
Linthorst Homan ging het verst in de aanpassing aan de nieuwe politieke omstandigheden. Hij knoopte banden aan met de NSB en het Nationaal Front. Toen nauwe samenwerking niet mogelijk bleek, onder meer omdat de Nederlandsche Unie geen verbod voor Joodse leden wenste in te stellen, poogde Linthorst Homan vertegenwoordigers van beide organisaties in de Raad van Advies van de Nederlandsche Unie opgenomen te krijgen. In december 1940 leidde dit bijna tot het uittreden van Einthoven en De Quay. De leden van de Unie bleven over het algemeen onkundig van deze perikelen. Zij waren veelal slechts lid geworden om te laten zien dat ze tegen de NSB en de Duitsers waren, droegen trots hun Unie-speldje, bevestigden een Unie-vlaggetje aan hun fiets, en bekommerden zich niet om de koers van de Unie-leiding.

## Antisemitisme en verbod door Duitsers
In het voorjaar van 1941 besloot het driemanschap een instituut voor actieve leden niet open te stellen voor Joden. Tot een gedwongen vertrek van Joden kwam het echter niet. Een verzoek van het driemanschap aan Lodewijk Ernst Visser van de Joodse Coördinatie Commissie (JCC) om Joden te adviseren zich uit de Nederlandsche Unie terug te trekken, legde deze naast zich neer. Met name na de inval van Duitsland in Rusland (Operatie Barbarossa, 22 juni 1941) werd door de Duitse bezetter van de Nederlandsche Unie een pro-Duits standpunt verwacht. Dat bleef echter uit. In december 1941 werd de organisatie door de Duitse bezetter verboden. De top werd geïnterneerd in Sint-Michielsgestel waar De Quay deel uit zou gaan maken van de Heeren Zeventien, die sprak over de politieke toekomst van Nederland.

## Sympathisanten en leden
Op haar hoogtepunt had de Nederlandsche Unie ongeveer 1 miljoen sympathisanten. Hiervan waren ongeveer 600.000 personen lid. De Nederlandsche Unie gaf het weekblad De Unie uit met een oplage van 314.000 exemplaren.

## Oordeel
Het klaarblijkelijk aanvaarden van de als gevolg van de Duitse inval ontstane situatie, was tijdens de bezetting – maar zeker daarna – aanleiding voor fundamentele kritiek op de Nederlandsche Unie: defaitisme en een onnationale houding. Het defaitisme bleek uit het aanvaarden van de onherroepelijkheid van de Duitse suprematie in Europa en de onnationale houding uit de bereidwilligheid tot samenwerking met de bezetter. Daarnaast suggereerde het optreden van de leiders van de Nederlandsche Unie een zekere minachting voor de parlementaire democratie en een duidelijke voorkeur voor de inrichting van Nederland als een corporatieve staat. Deze overigens wijdverbreide denkbeelden vertoonden enige overlap met die van de fascistische staatsinrichting. (Kanttekening: na de oorlog werd overgegaan tot de instelling van publiekrechtelijke bedrijfsorganisaties zoals de productschappen, uitingen van de corporatieve staat.)
De historicus Lou de Jong had in zijn magnum opus Het Koninkrijk der Nederlanden in de Tweede Wereldoorlog geen goed woord over voor het driemanschap, dat hij van collaboratie beschuldigde. Later is men hier genuanceerder over gaan denken. De Nederlandsche Unie heeft waarschijnlijk de groei van de NSB afgeremd, waardoor deze nimmer tot een massabeweging kon uitgroeien en door de Duitse bezetter niet serieus werd genomen.
De Heeren Zeventien, met daarin De Quay, Einthoven en Schermerhorn, drukten na de oorlog hun stempel op de ontwikkeling van de machtsstructuur van het land. De Quay en Einthoven werkten binnen Defensie voor de oorlog en in de terugkeerperiode van oorlog naar vrede met prins Bernhard samen. Hoewel in de terugkeerperiode Wilhelmina met nadruk De Quay wilde benoemen tot de naoorlogse minister-president, werd hij uiteindelijk minister van Oorlog. Louis Einthoven kreeg na de oorlog de leiding over het Bureau Nationale Veiligheid (BNV) waar uiteindelijk de Binnenlandse Veiligheidsdienst (BVD) uit voortkwam. 
Kort na de bevrijding bestond onvrede onder de bevolking over de opstelling van de Unie in de jaren 1940 en 1941. In het zicht van de eerste naoorlogse verkiezingen van 16 mei 1946 nam de onrust toe, toen De Quay kenbaar maakte commissaris van de Koningin van Noord-Brabant te willen worden. Minister-president Schermerhorn stelde een geschiedkundig onderzoek in, waarna de naam van De Quay werd gezuiverd. Na de bevrijding oordeelde de regering dat Linthorst Homan niet in zijn functie van commissaris van de Koningin kon terugkeren. Nadat een regeringsonderzoek naar de Unie in 1947 was afgerond, werd aan Homan met terugwerkende kracht eervol ontslag verleend.